# Whisky japonès

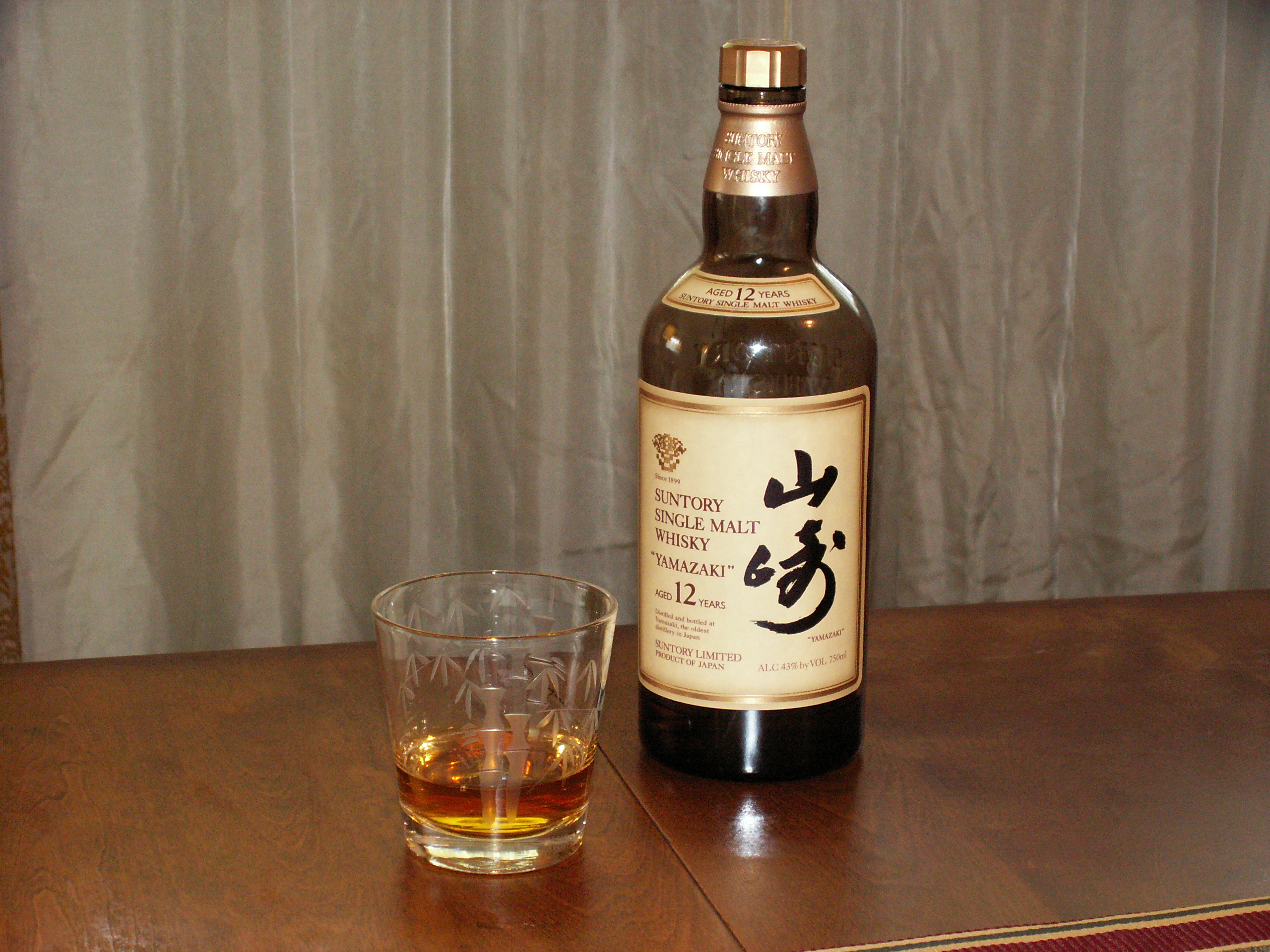
Whisky japonès, Suntory Single Malt, "Yamazaki"

El whisky japonès es va començar a fer el 1870 però fins a 1924 no es va obrir la primera destil·leria industrial Yamazaki. A grans trets l'estil del whisky japonès s'assembla més al whisky escocès que a l'irlandès. Les companyies japoneses que fan whisky més conegudes són Suntory i Nikka. Les dues fan el blended i el single malt.
Shinjiro Torii, el 1924, va obrir la primera destil·leria a Yamazaki, un suburbi de Kyoto, una zona molt coneguda per tenir una aigua excel·lent necessària per fer un bon whisky. Ara pertany al grup Suntory. Actualment hi ha nou destil·leries al Japó.